# Чёрная башня (Брюссель)

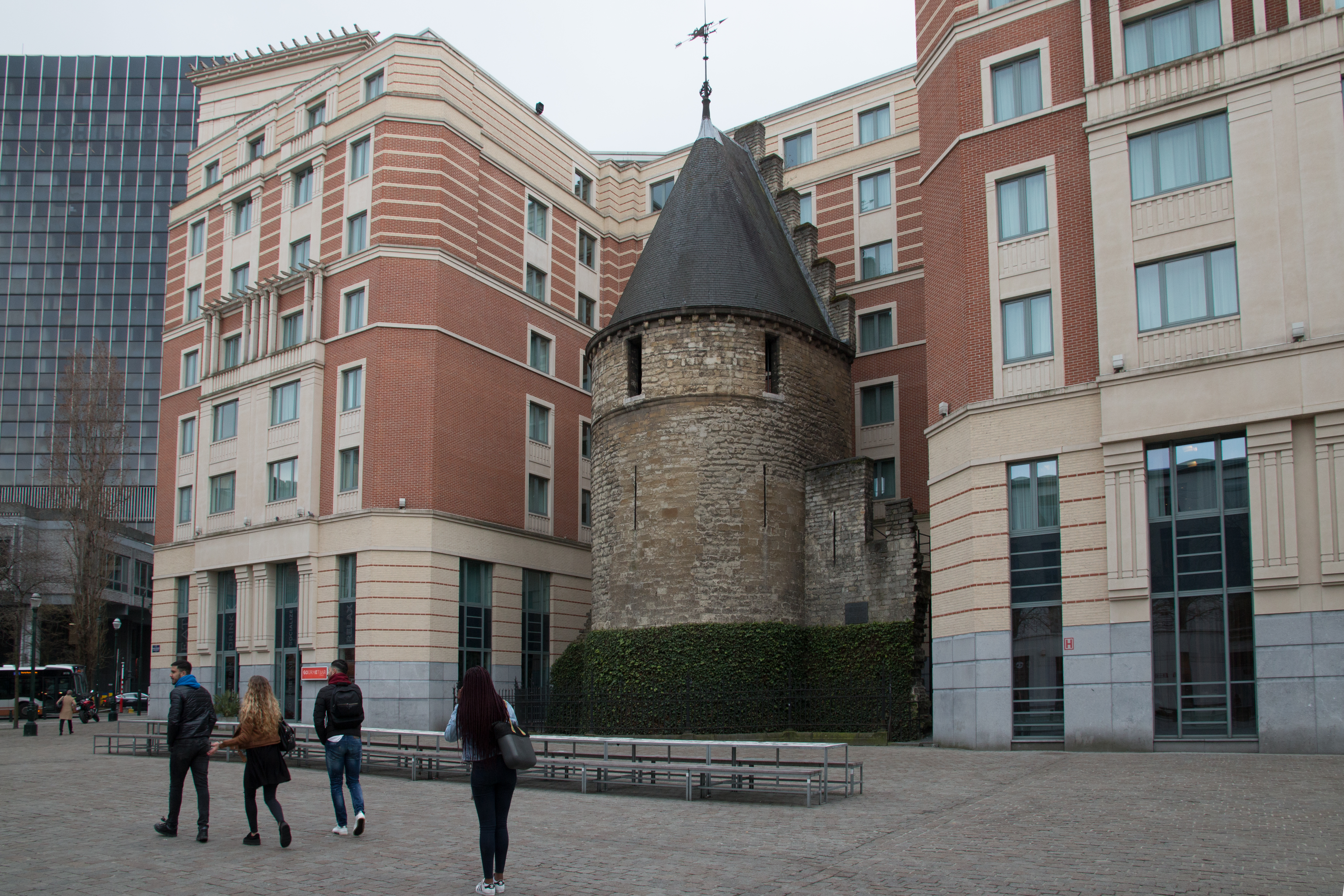
Чёрная башня и брюсселизация

Чёрная башня (фр. Tour Noire, нидерл. Zwarte Toren) — средневековая башня в Брюсселе.
Чёрная башня расположена в центральном Брюсселе около церкви Святой Екатерины.
Башня была построена в XIII веке, сегодня это одно из хорошо сохранившихся строений первых защитных сооружений Брюсселя, построенных Генрихом Смелым.
С 1 февраля 1937 года Чёрная башня — государственная собственность и внесена в список Культурного наследия Бельгии. Популярность башни среди туристов заключается также и в том, что это едва ли не единственное средневековое здание города, со всех сторон окружённое современными постройками.